# Sevalla socken
Sevalla socken i Västmanland ingick i Yttertjurbo härad, uppgick 1967 i Västerås stad och området ingår sedan 1971 i Västerås kommun och motsvarar från 2016 Sevalla distrikt.
Socknens areal är 38,45 kvadratkilometer, varav 37,88 land. År 2000 fanns här 348 invånare. Kyrkbyn Sevalla med sockenkyrkan Sevalla kyrka ligger i socknen. 

## Administrativ historik
Sevalla socken har medeltida ursprung. 
Vid kommunreformen 1862 övergick socknens ansvar för de kyrkliga frågorna till Sevalla församling och för de borgerliga frågorna till Sevalla landskommun. Landskommunens inkorporerades 1952 i Tillberga landskommun som uppgick 1967 i Västerås stad som 1971 ombildades till Västerås kommun. Församlingen uppgick 2006 i Tillberga församling.
1 januari 2016 inrättades distriktet Sevalla, med samma omfattning som församlingen hade 1999/2000.  
Socknen har tillhört fögderier, tingslag och domsagor enligt vad som beskrivs i artikeln Yttertjurbo härad.  De indelta soldaterna tillhörde Västmanlands regemente, Livkompaniet och Väsby kompani och Livregementets grenadjärkår, Östra Västmanlands kompani.

## Geografi
Sevalla socken ligger norr om Västerås med Sagån i öster och kring dess tillflöde Lillån. Historiskt sett präglas socknen av jord- och skogsbruksbygd, där medelstora gårdar dominerat. Lillåns och Sagåns dalgångar ger landskapet dess karaktär. Där finns den uppodlade marken samlad. I skogsbrynen och i anslutning till skogbevuxna moränholmar ligger bebyggelsen, mest ensamliggande gårdar. På 1700- och 1800-talen fanns många kvarnar/sågverk utmed de två vattendragen. Kyrkbyn Sevalla utvecklades under 1900-talet till en liten tätort. Bebyggelsen består av egnahem från 1920- och 30-talen, samt enstaka senare tillkomna villor.

## Fornlämningar
Boplatser från stenåldern är funna. Vidare har man anträffat lämningar från järnåldern i form av tre mindre gravfält samt rösegravar. Från järnåldern finns även en fornborg.

## Namnet
Namnet (1345 Silwaldha) kommer från kyrkplatsen. Förleden innehåller sil, 'lugnvatten' syftande på sträckan av Sagån vid platsen. Efterleden är vall, 'slät, gräsbevuxen mark'.

## Befolkningsutveckling
| Befolkningsutvecklingen i Sevalla socken 1750–1990                                                      | Befolkningsutvecklingen i Sevalla socken 1750–1990 | Befolkningsutvecklingen i Sevalla socken 1750–1990 | Befolkningsutvecklingen i Sevalla socken 1750–1990 | Befolkningsutvecklingen i Sevalla socken 1750–1990 |
| --- | -------------------------------------------------- | -------------------------------------------------- | -------------------------------------------------- | -------------------------------------------------- |
| |                                                    |                                                    |                                                    |                                                    |
| År |                                                    |                                                    | Folkmängd                                          |                                                    |
| 1750 | 1750                                               |                                                    | 491                                                |                                                    |
| 1760 | 1760                                               |                                                    | 455                                                |                                                    |
| 1769 | 1769                                               |                                                    | 480                                                |                                                    |
| 1780 | 1780                                               |                                                    | 464                                                |                                                    |
| 1790 | 1790                                               |                                                    | 509                                                |                                                    |
| 1800 | 1800                                               |                                                    | 579                                                |                                                    |
| 1810 | 1810                                               |                                                    | 529                                                |                                                    |
| 1820 | 1820                                               |                                                    | 520                                                |                                                    |
| 1830 | 1830                                               |                                                    | 467                                                |                                                    |
| 1840 | 1840                                               |                                                    | 473                                                |                                                    |
| 1850 | 1850                                               |                                                    | 464                                                |                                                    |
| 1860 | 1860                                               |                                                    | 523                                                |                                                    |
| 1870 | 1870                                               |                                                    | 531                                                |                                                    |
| 1880 | 1880                                               |                                                    | 604                                                |                                                    |
| 1890 | 1890                                               |                                                    | 618                                                |                                                    |
| 1900 | 1900                                               |                                                    | 620                                                |                                                    |
| 1910 | 1910                                               |                                                    | 605                                                |                                                    |
| 1920 | 1920                                               |                                                    | 646                                                |                                                    |
| 1930 | 1930                                               |                                                    | 600                                                |                                                    |
| 1940 | 1940                                               |                                                    | 497                                                |                                                    |
| 1950 | 1950                                               |                                                    | 417                                                |                                                    |
| 1960 | 1960                                               |                                                    | 336                                                |                                                    |
| 1970 | 1970                                               |                                                    | 240                                                |                                                    |
| 1980 | 1980                                               |                                                    | 297                                                |                                                    |
| 1990 | 1990                                               |                                                    | 351                                                |                                                    |
| Anm: Källor: Umeå universitet - Tabellverket 1749-1859, Demografiska databasen, CEDAR, Umeå universitet |                                                    |                                                    |                                                    |                                                    |